# 조기신
조기신(趙基信, 1892년 9월 13일 ~ 1972년 5월 28일)은 대한민국의 독립운동가이다.

## 생애

### 일생
경기도 강화에서 출생한 그는 1919년 3월 18일을 기하여 경기도 강화군 강화면 부내리에서 고종사촌 형 유봉진(劉鳳鎭)·고종사촌 남동생 유희철(劉熙哲) 등과 함께 공모, 독립 만세 시위 운동을 주도하여 수많은 군중들 앞에서 태극기(太極旗)를 흔들고 독립 만세 시위를 절규 유도하며 장터에서 장꾼들의 시위 참여를 촉구하던 중 일경에 피체되었지만 이에 자극이 되면서 만여 명의 시위군중이 그의 석방을 요구하며 읍내를 가로질러 시위 행진을 펼치기도 하였다. 그리하여 1919년 12월 18일을 기하여 경성지방법원에서 소위 보안법 위반으로 태형(笞刑) 90도를 받았고 석방되었다.
그 후에도 그는 일제에 저항하면서 독립을 위해 활동을 계속하였고 광복 이후 한국독립당에 당원으로 몸담은 후 1969년 한국독립당을 탈당하였다.

### 이외 이력
- 前 한국독립당 감찰위원(1946년~1949년)
- 前 한국독립당 상임위원(1949년~1956년)
- 前 한국독립당 전임위원(1956년~1969년)

### 사후
대한민국 정부에서는 고인의 공훈을 기리고자 1993년 대한민국 대통령 표창장을 추서하였다.